# Akerogammarus contiguus
Akerogammarus contiguus is een vlokreeftensoort uit de familie van de Gammaridae. De wetenschappelijke naam van de soort is voor het eerst geldig gepubliceerd in 1962 door Pjatakova.